# Cynthia Cooper
Cynthia Lynne Cooper-Dyke (Chicago, 14 april 1963) is een voormalig Amerikaans basketbalspeelster. Zij won met het Amerikaans basketbalteam de gouden medaille tijdens de Olympische Zomerspelen 1988. En brons op de Olympische Zomerspelen 1992. Ook won ze met het nationale team in 1990 het Wereldkampioenschap basketbal. 
Cooper speelde voor het team van de University of Southern California. Ze speelde in Spanje en Italië, voordat zij in 1997 haar WNBA-debuut maakte bij de Houston Comets. In totaal heeft ze 5 seizoenen in de WNBA gespeeld. 
Tijdens de Olympische Zomerspelen 1988 in Seoel won ze olympisch goud door  Joegoslavië te verslaan in de finale. Tijdens de Olympische Zomerspelen 1992 in Barcelona verloor het Amerikaanse team in de halve finales en wist uiteindelijk Cuba te verslaan voor het brons. In totaal speelde Cooper 10 wedstrijden tijdens deze twee Olympische Spelen.
Cooper werd in 2009 toegevoegd aan de Women’s Basketball Hall of Fame. En in 2010 werd ze toegevoegd aan de Basketball Hall of Fame. Na haar carrière als speler werd zij basketbalcoach. Sinds 2020 is ze coach van het team van de Texas Southern University.